# مطار حلب الدولي
مطار النيرب، أو مطار حلب الدولي (إياتا: ALP، إيكاو: OSAP) هو ثاني أكبر مطار دولي في سوريا بعد مطار دمشق الدولي، يقع على بعد 10 كم من وسط مدينة حلب أكبر المدن السورية في الاتجاه الشرقي، تبلغ مساحة أرض المطار حوالي 3.044 كم2، يخدم المطار مدينة حلب والقرى والمدن المحيطة بها، ويعتبر المطار أحد مقرات شركة الخطوط الجوية السورية.

## التاريخ
يعود تاريخ إنشاء مطار حلب إلى بدايات الثلاثينات من القرن الماضي، في عهد الاستعمار الفرنسي في سوريا، كان في بدايته مطارًا صغيرًا ما لبث أن تطور مع مرور الزمن نظرًا للأهمية التاريخية والسياحية لمدينة حلب، في عام 1924 قامت الخطوط الجوية الهولندية "KLM" بتنفيذ أول رحلة لها إلى الشرق الأقصى مرورًا بمطار حلب، حيث انطلقت الطائرة من أمستردام وصولًا إلى باتافيا (جاكرتا). وتحولت هذه الرحلة إلى رحلة نظامية من عام 1929 إلى أن توقفت بسبب الحرب العالمية الثانية. ومنذ خمسينيات القرن الماضي بدأت عدة رحلات تنطلق من وإلى مطار حلب على متن طائرات تابعة لشركات طيران مختلفة إلى كل من الإسكندرية، القاهرة، الموصل، بغداد، بيروت وبعض المدن الأخرى.

### ما بعد سقوط الأسد
سيطرت قوات سوريا الديمقراطية على المطار في 30 نوفمبر 2024 أثناء معركة حلب. ثم سيطرت عليه هيئة تحرير الشام واستولت على 10 طائرات عسكرية. استقبل المطار أول رحلة تجارية في 18 مارس 2025 عقب إعادة تشغيله بعد سقوط نظام الأسد.

## مبنى الركاب
يعتبر مبنى الركاب في مطار حلب الدولي منشأة تجمع بين فن العمارة والحداثة، وقد جهزت الصالة بأحدث التقنيات والمعدات لراحة المسافرين ولتقديم أفضل الخدمات، تبلغ مساحة الصالة 28 ألف متر مربع وتتألف من أربعة طوابق، تستوعب سنويًا أكثر من 2.5 مليون مسافر، ويخصص طابق كامل كصالة للمغادرة  ويقدم المبنى كافة الخدمات المصرفية والصحية، بالإضافة للسوق الحرة والاستعلامات السياحية وخدمات الاتصال والبريد وشركات السياحة والنقل، وتحتوى على العديد من المطاعم والاستراحات وفندق وقاعات شرقية، ويضم المبنى كذلك نظام الإعلانات المتحركة، مكاتب خدمات المسافرين، نظام البوابات الآلية متصلة بأربعة جسور للوصول للطائرات، السلالم والأدراج الكهربائية وغيرها، ويستوعب موقف الطائرات المواجه للمبنى 12 طائرة في وقت واحد.

## مرافق المطار
يحتوي المطار أيضا علي مدرج رئيسي بطول 2910 متر وعرض 45 متر، ومدرج احتياطي بنفس الأبعاد تقريبا يربطهما ممرات عرضية لتنقل واخلاء الطائرات. كما يحتوي على منطقة انتظار للطائرات مساحتها 300000 متر مربع ويربطها بمبنى الركاب ثماني ممرات تليسكوبية. فضلا عن منطقة تموين وصيانة الطائرات وبرج المراقبة الجوي.

## خطوط وشركات الطيران
| شركـات طيـران       | الوجهات |
| ------------------- | --- |
| أجنحة الشام للطيران | مطار زايد الدولي (متوقفة)، مطار بيروت رفيق الحريري الدولي (متوقفة)، مطار دمشق الدولي، مطار أربيل الدولي (متوقفة)، مطار الكويت الدولي (متوقفة)، مطار الشارقة الدولي (متوقفة) |
| فلاي بغداد          | مطار أربيل الدولي (متوقفة) |
| السورية للطيران     | مطار بيروت رفيق الحريري الدولي (متوقفة)، مطار دمشق الدولي |
| الملكية الأردنية    | مطار الملكة علياء الدولي (تستأنف 6 مايو 2025) |

## مشاريع
تأهيل مبنى الركاب القديم المتوقف عن العمل حاليا باستعابية قدرها 3 ملايين راكب سنويا.
بناء مدرج جديد.
زيادة مرافق الممرات التلسكوبية إلى 8 ممرات.
تم تطوير المبنى بالكامل منذ عام 2019

## وصلات خارجية
- مطار حلب الدولي الموقع الرسمي
- حركة الرحلات في مطار حلب